# Octavian Morariu
Octavian Morariu (né le 7 août 1961 à Bucarest) est un dirigeant sportif roumain, membre du Comité international olympique depuis 2011. Il préside Rugby Europe de 2012 à 2024.
C'est le fils de Viorel Morariu et de Cornelia Timoșanu, une ancienne joueuse de volley-ball, vice-championne du monde en 1956 avec la Roumanie.
Joueur international de rugby, il compte 19 sélections avec l’équipe nationale de rugby de Roumanie (1981-1987); membre de l’équipe des “Barbarians” (Tour de l’Est, avril 1987); joueur et capitaine du club de l’ASPTT Paris (1987-1990), champion de France de 2e division en 1990.

## Distinction
- Chevalier de l'ordre national du Mérite en 2014[1]